# 2012年ロンドンオリンピックのフランス選手団
2012年ロンドンオリンピックのフランス選手団（2012ねんロンドンオリンピックのフランスせんしゅだん）は、2012年7月27日から8月12日にかけてイギリスの首都ロンドンで開催された2012年ロンドンオリンピックのフランス選手団、およびその競技結果。

## 概要
今大会は金メダル11個、銀メダル11個、銅メダル13個の合計35個のメダルを獲得した。
陸上男子4×100mリレーでフランスチームは当初4位であったが、2位だったアメリカのドーピング違反により繰り上がりで銅メダルを獲得した。
競泳男子50m自由形ではフローラン・マナドゥが金メダルを獲得した。マナドゥの実姉は2004年アテネオリンピック女子400m自由形金メダリストのロール・マナドゥで、姉弟金メダリストとなった。
柔道男子100kg超級ではテディ・リネールが金メダルを獲得した。フランス人選手が男子最重量級を制したのは1996年アトランタオリンピックと2000年シドニーオリンピックを連覇したダビド・ドゥイエ以来2人目。

## メダル
| メダル | 選手名 | 競技             | 種目                             | 日付（現地） |
| ------ | --- | ---------------- | -------------------------------- | ------------ |
| 金     | ルノー・ラビレニ | 陸上             | 男子棒高跳                       | 8月10日      |
| 金     | フローラン・マナドゥ | 競泳             | 男子50m自由形                    | 8月3日       |
| 金     | ヤニック・アニエル | 競泳             | 男子200m自由形                   | 7月30日      |
| 金     | アモリ・ルボー ファビアン・ジロ クレメント・ルフェール ヤニック・アニエル | 競泳             | 男子4×100mリレー                 | 7月29日      |
| 金     | カミーユ・ムファ | 競泳             | 女子400m自由形                   | 7月29日      |
| 金     | ジェローム・フェルナンデス ディディエ・ディナール サビエル・バラシェ ギヨーム・ジル ベルトラン・ジル ダニエル・ナルシス ギヨーム・ジル サムエル・オンルビア ダウダ・カラブ ニコラ・カラバティク ティエリー・オメイエル ウィリアム・アカンブレー リュック・アバロ セドリック・ソルアインド ミカエル・ギグ | ハンドボール     | 男子                             | 8月12日      |
| 金     | ジュリー・ブルセ | 自転車           | 女子クロスカントリー             | 8月11日      |
| 金     | テディ・リネール | 柔道             | 男子100kg超級                    | 8月3日       |
| 金     | リュシ・デコス | 柔道             | 女子70kg級                       | 8月1日       |
| 金     | トニー・エスタンゲ | カヌー           | 男子スラロームC-1                | 7月31日      |
| 金     | エミリ・フェル | カヌー           | 女子スラロームK-1                | 8月2日       |
| 銀     | マイディーヌ・メキシベナバ | 陸上             | 男子3000m障害                    | 8月5日       |
| 銀     | アモリ・ルボー グレゴリ・マレー クレメント・ルフェール ヤニック・アニエル | 競泳             | 男子4×200mリレー                 | 7月31日      |
| 銀     | カミーユ・ムファ | 競泳             | 女子200m自由形                   | 7月31日      |
| 銀     | ミカエル・ロドラ ジョー＝ウィルフリード・ツォンガ | テニス           | 男子ダブルス                     | 8月4日       |
| 銀     | ジェルマン・シャルダン ドリアン・モルテレト | ボート           | 男子舵なしペア                   | 8月3日       |
| 銀     | イサベユ・ヤクブ アンデネ・ミヤン クレマンス・ベク サンドリーヌ・グルダ エドウィージュ・ローソン＝ワド セリーヌ・ドゥメルク フローランス・ルプロン エミリ・ゴミス マリオン・ラボルド エロディ・ゴダン エメリーヌ・ンドンゲ ジェニフェル・ディグビュー                                                    | バスケットボール | 女子                             | 8月11日      |
| 銀     | グレゴリー・ボジェ | 自転車           | 男子スプリント                   | 8月6日       |
| 銀     | グレゴリー・ボジェ ミカエル・ダルメダ ケヴィン・シロー | 自転車           | 男子チームスプリント             | 8月2日       |
| 銀     | ブリアン・コカール | 自転車           | 男子オムニアム                   | 8月5日       |
| 銀     | セリーヌ・ゴベービル | 射撃             | 女子10mエアピストル              | 7月29日      |
| 銀     | アンヌカロリン・グラフ | テコンドー       | 女子67kg超級                     | 8月11日      |
| 銅     | ジミー・ヴィコ クリストフ・ルメートル ピエール＝アレクシス・ペソノ ロナルド・ポニョン | 陸上             | 男子4×100mリレー                 | 8月11日      |
| 銅     | カミーユ・ムファ シャーロット・ボネー オフェーリ・シリエル・エティエンヌ コラリ・バルミ | 競泳             | 女子4×200mリレー                 | 8月1日       |
| 銅     | ジュリアン・ベネトー リシャール・ガスケ | テニス           | 男子ダブルス                     | 8月4日       |
| 銅     | ハミルトン・サボ | 体操             | 男子平行棒                       | 8月7日       |
| 銅     | スティーブ・ゲノ | レスリング       | 男子グレコローマンスタイル66kg級 | 8月7日       |
| 銅     | ジョナタン・ロベール | セーリング       | 男子フィン級                     | 8月5日       |
| 銅     | ウゴ・ルグラン | 柔道             | 男子73kg級                       | 7月30日      |
| 銅     | プリシラ・ネト | 柔道             | 女子52kg級                       | 7月29日      |
| 銅     | オトーヌ・パヴィア | 柔道             | 女子57kg級                       | 7月30日      |
| 銅     | ジブリズ・エマヌ | 柔道             | 女子63kg級                       | 7月31日      |
| 銅     | オドレー・チュメオ | 柔道             | 女子78kg級                       | 8月2日       |
| 銅     | デルフィーヌ・レオ | 射撃             | 女子トラップ                     | 8月4日       |
| 銅     | マルレネ・アルノワ | テコンドー       | 女子57kg級                       | 7月30日      |